# Torneo Regional del Noroeste 2017
El Torneo Regional del Noroeste 2017 fue la décima novena edición de la competición regional de rugby del noroeste argentino. Con clubes de la Unión de Rugby de Tucumán, Salta y Santiago del Estero.
Fue uno de los torneos clasificatorios para el Torneo Nacional de Clubes y el Torneo del Interior. 
Participaron 14 equipos en dos fases. La primera se dividió en 2 zonas con 7 equipos, donde los 10 mejores equipos clasificarían a la segunda fase, una zona campeonato todos contra todos de 9 fechas, clasificándose los 2 primeros a semifinales y del tercero al sexto a cuartos de final. Natación y Gimnasia se consagró campeón por primera vez del torneo al derrotar a Lawn Tennis en la final y cortó una racha negativa de 20 años sin títulos.

## Equipos participantes
| Club                   | Provincia           |
| ---------------------- | ------------------- |
| Tucumán Rugby          | Tucumán             |
| Universitario          | Tucumán             |
| Lawn Tennis            | Tucumán             |
| Natación y Gimnasia    | Tucumán             |
| Los Tarcos             | Tucumán             |
| Cardenales             | Tucumán             |
| Huirapuca              | Tucumán             |
| Jockey Club            | Tucumán             |
| Lince                  | Tucumán             |
| Old Lions              | Santiago del Estero |
| Santiago Lawn Tennis   | Santiago del Estero |
| Jockey Club            | Salta               |
| Universitario de Salta | Salta               |
| Tigres                 | Salta               |

## Primera Fase
Zona A
| Equipos                  | Encuentros | Puntos | Clasificación   |
| Equipos                  | PJ         | Puntos | Clasificación   |
| ------------------------ | ---------- | ------ | --------------- |
| Universitario de Salta   | 6          | 21     | Zona Campeonato |
| Los Tarcos               | 6          | 20     | Zona Campeonato |
| Huirapuca                | 6          | 19     | Zona Campeonato |
| Lawn Tennis              | 6          | 16     | Zona Campeonato |
| Club Natación y Gimnasia | 6          | 15     | Zona Campeonato |
| Jockey de Tucumán        | 6          | 9      |                 |
| Old Lions                | 6          | 2      |                 |
Zona B
| Equipos                  | Encuentros | Puntos | Clasificación   |
| Equipos                  | PJ         | Puntos | Clasificación   |
| ------------------------ | ---------- | ------ | --------------- |
| Universitario de Tucumán | 6          | 23     | Zona Campeonato |
| Jockey de Salta          | 6          | 22     | Zona Campeonato |
| Tucumán Rugby Club       | 6          | 20     | Zona Campeonato |
| Lince                    | 6          | 18     | Zona Campeonato |
| Santiago Lawn Tennis     | 6          | 10     | Zona Campeonato |
| Cardenales               | 6          | 8      |                 |
| Tigres                   | 6          | 0      |                 |

## Segunda Fase
| Equipos                  | Encuentros | Puntos | Clasificación    |
| Equipos                  | PJ         | Puntos | Clasificación    |
| ------------------------ | ---------- | ------ | ---------------- |
| Tucumán Rugby            | 9          | 32     | Semifinales      |
| Tucumán Lawn Tennis      | 9          | 29     | Semifinales      |
| Natación y Gimnasia      | 9          | 26     | Cuartos de final |
| Los Tarcos               | 9          | 26     | Cuartos de final |
| Universitario de Tucumán | 9          | 22     | Cuartos de final |
| Jockey Club Salta        | 9          | 21     | Cuartos de final |
| Huirapuca                | 9          | 21     |                  |
| Lince                    | 9          | 21     |                  |
| Universitario de Salta   | 9          | 15     |                  |
| Santiago Lawn Tennis     | 9          | 1      |                  |
|  | Clasificados a Semifinales. |

## Fase Final
|  | Cuartos de final | Cuartos de final     | Cuartos de final    |                     |                     | Semifinal           | Semifinal           | Semifinal           |    |  | Final | Final | Final |  |
|  |                  |                      |                     |                     |                     |                     |                     |                     |    |  |       |       |       |  |
|  |                  |                      |                     |                     |                     |                     |                     |                     |    |  |       |       |       |  |
|  | 1                | Natación y Gimnasia  | 28                  |                     |                     |                     |                     |                     |    |  |       |       |       |  |
|  | 1                | Natación y Gimnasia  | 28                  |                     |                     |                     |                     |                     |    |  |       |       |       |  |
|  | 8                | Jockey Club de Salta | 22                  |                     |                     |                     |                     |                     |    |  |       |       |       |  |
|  | 8                | Jockey Club de Salta | 22                  |                     | Natación y Gimnasia | Natación y Gimnasia | 25                  |                     |    |  |       |       |       |  |
|  |                  |                      |                     |                     | Natación y Gimnasia | Natación y Gimnasia | 25                  |                     |    |  |       |       |       |  |
|  |                  |                      | Tucumán Rugby       | Tucumán Rugby       | 23                  |                     |                     |                     |    |  |       |       |       |  |
|  |                  |                      | Tucumán Rugby       | Tucumán Rugby       | 23                  |                     |                     |                     |    |  |       |       |       |  |
|  |                  |                      |                     |                     |                     |                     |                     |                     |    |  |       |       |       |  |
|  |                  |                      |                     |                     |                     |                     |                     |                     |    |  |       |       |       |  |
|  |                  |                      |                     |                     |                     |                     | Natación y Gimnasia | Natación y Gimnasia | 27 |  |       |       |       |  |
|  |                  |                      |                     |                     |                     |                     |                     |                     | 27 |  |       |       |       |  |
|  |                  |                      | Tucumán Lawn Tennis | Tucumán Lawn Tennis | 20                  |                     |                     |                     |    |  |       |       |       |  |
|  |                  |                      | Tucumán Lawn Tennis | Tucumán Lawn Tennis | 20                  |                     |                     |                     |    |  |       |       |       |  |
|  |                  |                      |                     |                     |                     |                     |                     |                     |    |  |       |       |       |  |
|  |                  |                      |                     |                     |                     |                     |                     |                     |    |  |       |       |       |  |
|  |                  | Tucumán Lawn Tennis  | Tucumán Lawn Tennis | 31                  |                     |                     |                     |                     |    |  |       |       |       |  |
|  |                  |                      |                     | 31                  |                     |                     |                     |                     |    |  |       |       |       |  |
|  |                  |                      | Los Tarcos          | Los Tarcos          | 29                  |                     |                     |                     |    |  |       |       |       |  |
|  | 7                | Universitario        | Los Tarcos          | Los Tarcos          | 29                  | 22                  |                     |                     |    |  |       |       |       |  |
|  | 7                | Universitario        |                     |                     |                     |                     |                     |                     |    |  |       |       |       |  |
|  | 2                | Los Tarcos           | 25                  |                     |                     |                     |                     |                     |    |  |       |       |       |  |
|  | 2                | Los Tarcos           | 25                  |                     |                     |                     |                     |                     |    |  |       |       |       |  |
|  |                  |                      |                     |                     |                     |                     |                     |                     |    |  |       |       |       |  |

| Campeón Natación y Gimnasia |
|                             |